# Augusta de Saxònia-Weimar-Eisenach
Augusta de Saxònia-Weimar, reina de Prússia (Weimar 1811 - Berlín 1890). Reina consort de Prússia i emperadriu consort d'Alemanya a través del seu matrimoni amb el rei Guillem I de Prússia.
Nascuda el 30 de setembre de 1811 al palau gran ducal de Weimar, era filla del gran duc Carles Frederic I de Saxònia-Weimar-Eisenach i de la gran duquessa Maria de Rússia. Era, per tant, neta per part de pare del gran duc Carles August de Saxònia-Weimar-Eisenach i de la princesa Lluïsa de Hessen-Darmstadt i per part de mare del tsar Pau I de Rússia i de la princesa Sofia de Württemberg.
A l'època del seu naixement la ciutat de Weimar era un dels principals centres culturals d'Europa i, sense cap mena de dubte, el principal del territori alemany. La família gran ducal havia realitzat un important esforç de mecenatge que feu que gran part dels principals membres de la il·lustració alemanya s'establissin a la petita capital del gran ducat. Entre d'altres Goethe i Schiller s'establiren a la ciutat de Weimar.
L'any 1826 per primera vegada es trobà amb qui seria el seu espòs, el llavors príncep Guillem de Prússia. Malgrat que el pare del príncep, el rei Frederic Guillem III de Prússia observà en la princesa saxona una candidata ideal pel seu fill, el jove príncep prussià estava enamorat de la princesa polonesa Elisa de Radziwill. Després dels intents frustrats perquè el tsar Alexandre I de Rússia adoptés la princesa Radziwill, la cort prussiana no acceptà a la princesa Elisa com una possible candidata a maridar-se amb el príncep Guillem.
Així, l'any 1829 a la capella del castell de Charlottenburg de Berlín, la princesa es casà amb el príncep i futur kàiser Guillem I de Prússia. Guillem era el segon fill del rei Frederic Guillem III de Prússia i de la duquessa Lluïsa de Mecklenburg-Strelitz. Essent net per part de pare del rei Frederic Guillem II de Prússia i de la princesa Lluïsa de Hessen-Darmstadt i per part de mare del príncep Carles de Mecklenburg-Strelitz i de la princesa Frederica de Hessen-Darsmtadt. La parella s'establí al Palau Reial de Berlín i tingueren dos fills:
- SM el rei Frederic III de Prússia nat el 1831 a Berlín i mort el 1888 a Berlín. Es casà amb la princesa reial Victòria del Regne Unit.

- SAR la princesa Lluïsa de Prússia nascuda el 1838 a Berlín i morí el 1923 a Baden-Baden. Es casà amb el gran duc Frederic I de Baden.

Malgrat que la princesa s'integrà ràpidament a la cort prussiana, la parella tingué seriosos problemes matrimonials, així el príncep escrigué a la seva germana, la princesa Carlota de Prússia esposa del tsar Nicolau I de Rússia, una carta clarament reveladora sobre els seus sentiments: "Realment una persona només pot estimar una vegada a la seva vida" i "La princesa és bonica i intel·ligent, però em deixa completament fred". Al llarg del matrimoni la princesa patí important crisis nervioses.

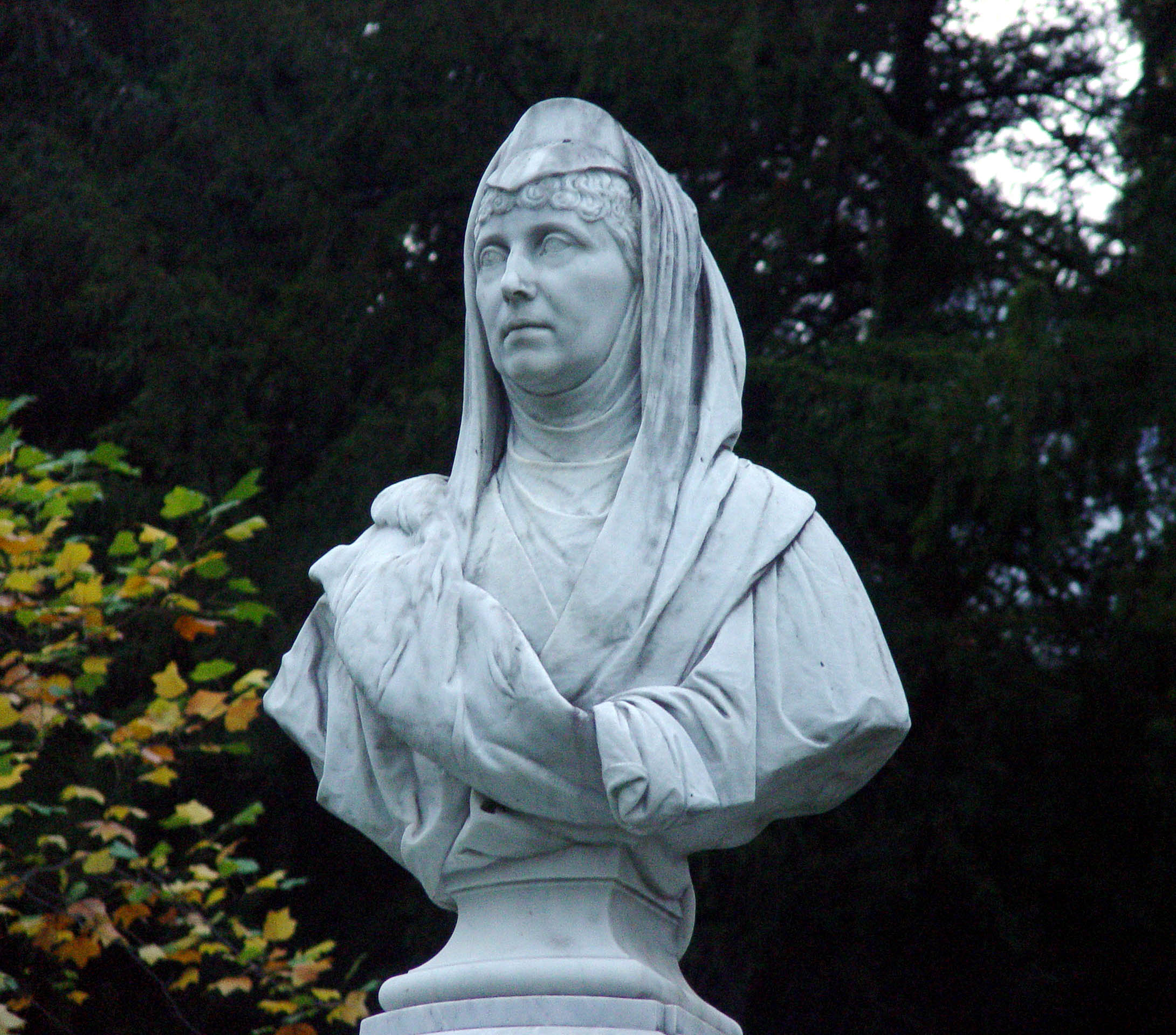
Estàtua d'Augusta de Saxònia-Weimar

Augusta estava molt interessada en política i influïda per pensadors liberals alemanya que tenien moltes esperances dipositades en el regnat de Frederic Guillem IV de Prússia, cunyat d'Augusta, ja que el rei passava per un jove liberal i modern que introduiria Prússia dins els cercles de nacions modernes. Malgrat tot, la Revolució de 1848 afectà de forma important la família reial prussiana. Frederic Guillem IV de Prússia fou el responsable de la massacre contra els liberals aixecats a Berlín el 1848 i dins dels cercles liberals es tingué en compte una possible abdicació del monarca en favor del seu nebot, el príncep Frederic de Prússia fill d'Augusta qui assumiria la regència del país. Malgrat tot, la revolució fou reprimida a tot Europa l'any 1849 i les coses tornaren a l'estat previ al 1848.
L'any 1849 Guillem és nomenat governador general de la província prussiana del Rin instal·lant-se amb la seva muller i fills a Coblença. A la capital del Rin, Augusta hi trobà un ambient favorable als seus interessos culturals i intel·lectuals, pogué recuperar certes il·lusions de la seva etapa a Weimar. Mentrestant el seu fill gran estudiava a Bonn essent el primer príncep prussià que rebia educació acadèmica.
L'any 1858 s'instal·laren de nou a Berlín on el seu espòs és cridat a ocupar la regència del país a causa de la incapacitat del seu germà i rei Frederic Guillem IV de Prússia. L'any 1861 Guillem es convertí en rei de Prússia i Augusta en reina. La influència d'Augusta es feu patent en el primer gabinet del monarca de caràcter liberal essent primer ministre el príncep Carles Antoni de Hohenzollern-Sigmaringen. Malgrat aquesta primera influència, els conservadors guanyaren pes entorn del monarca i escassos mesos després el govern era destituït nombrant un nou executiu encapçalat pel junker conservador Otó von Bismarck.
Derrotada i aïllada de la cort prussiana. La reina esdevingué emperadriu consort d'Alemanya i començà a exercir una forta influència sobre els seus tres nets grans, el kàiser Guillem II de Prússia, la princesa Carlota de Prússia i el príncep Enric de Prússia. Aquesta influència l'enemistà amb el seu fill i la seca jove d'idees més liberals i propers al Regne Unit.